# Molk (film)
Molk (angleško Silence) je epski zgodovinsko dramski film iz leta 2016, ki ga je režiral in skupaj z Jayom Cocksom napisal zanj scenarij Martin Scorsese, temelji na istoimenskem romanu Šusakuja Enda iz leta 1966. Dogajanje je postavljeno v prefekturo Nagasaki, celoten film pa so posneli v Tajvanu. V glavnih vlogah nastopajo Andrew Garfield, Adam Driver, Liam Neeson, Tadanobu Asano in Ciarán Hinds. Zgodba spremlja dva jezuitska duhovnika, ki pripotujeta iz Kraljevine Portugalske v Japonsko obdobja Edo prek Macauja, da bi našla svojega pogrešanega mentorja in širila krščanstvo. V času šimabarskega upora (1637–1638) proti Šogunatu Tokugave so se morali kristjani na Japonskem zaradi preganjanja skrivati, zato so poimenovani kakure kirišitan (slovensko: skriti kristjani). 
Pred-produkcija filma je z več zastoji in ponovnimi začetki trajala kar dve desetletji. Po koncu snemanja filma Volk z Wall Streeta januarja 2013 se je Scorsese povsem posvetil filmu Molk in napovedal začetek produkcije za leto 2014. Irwina Winklerja je postavil na mesto producenta, kasneje sta se mu pridružila še Randall Emmett in George Furla, ki je preko svojega podjetja Emmett/Furla Films zagotovil tudi financiranje filma. 
25 let po začetku projekta, 29. novembra 2016 je bil film premierno predvajan v Rimu in 23. decembra istega leta še v ZDA. Čeprav ni bil finančno uspešen, pa so ga kritiki dobro ocenili, National Board of Review in Ameriški filmski inštitut sta ga uvrstila med deset najboljših filmov leta, film je bil tudi nominiran za oskarja za najboljšo kinematografijo. To je že tretji Scorsesejev film o temi spopadanja z izgubo vere, po Zadnji Kristusovi skušnjavi iz leta 1988 in Kundunu iz leta 1997.

## Vloge
- Andrew Garfield kot Sebastião Rodrigues[16]
- Adam Driver kot Francisco Garupe.[17]
- Tadanobu Asano kot interpret[18]
- Ciarán Hinds kot jezuit Alessandro Valignano[19]
- Liam Neeson kot jezuit Cristóvão Ferreira, kasneje Savano Čuan[20]
- Šinja Cukamoto kot Mokiči[21]
- Issey Ogata kot Inoue Masašige[22]
- Joši Oida kot Ičizo
- Josuke Kubozuka kot Kičidžiro[23]
- Nana Komacu kot Mónica (Haru)[24]
- Rjo Kase kot João (Čokiči)
- Béla Baptiste kot Dieter Albrecht[25]